# Aleksander Furlan
Aleksander Furlan - Šandrin, narečni pesnik, pevec, pisec in kulturni delavec, * 21. junij 1934, Greta (predmestje Trsta), † 13. junij 2020, Barkovlje (predmestje Trsta).

## Življenje in delo
Aleksander Furlan, v javnosti znan predvsem z vzdevkom Šandrin, se je rodil na Greti v Trstu očetu Lojzetu, vrtnarju, in materi Ani (rojeni Obersnel). Kmalu se je družina preselila v nižje ležeče Barkovlje, kjer je obiskoval šolo (a zaradi fašizma le tri leta v slovenskem jeziku). Po obveznem šolanju se je izučil za mizarja, kasneje pa se je zaposlil v tržaškem pristanišču do upokojitve. Pri 14 letih je začel prepevati in sicer v obeh zborih v vasi: pri društvenem zboru, ki ga je vodil Milan Pertot in pri cerkvenem pevskem zboru. Kasneje je prepeval tudi v prvem sestavu zbora Jacobus Gallus, ko ga je vodil Ubald Vrabec (z njim se je tudi spoprijateljil in večkrat sta se spuščala v neskončno dolge pogovore), v mešanem pevskem zboru Marij Kogoj iz sv. Ivana in še posebno dolgo, praktično do smrti, v Združenem zboru Zveze cerkvenih pevskih zborov (ZCPZ) iz Trsta. Odlikoval ga je globoki bas.
Leta 1961 se je oženil s Franko Kriščak, ki mu je povila dva otroka. Dvajset let je bil za stranko Slovenske skupnosti izvoljen kot rajonski svetnik na območju Grete, Barkovelj in Rojana, saj so mu ljudje zaupali, da bo delal v dobro celotne skupnosti. Leta 2015 mu je vodstvo stranke podelilo plaketo, na kateri je vgravirano: Slovenska skupnost izreka priznanje in zahvalo za nesebično in požrtvovalno štiridesetletno delo v korist narodnostnim pravicam Slovencev v Italiji. Zelo je sodeloval pri domačem društvu v Barkovljah in pri ZCPZ, kjer je bil več let tudi odbornik. Redno se je udeleževal poletnih pevskih seminarjev, ki jih Zveza prireja.
Šandrin je bil zelo navezan na slovenski jezik, a tudi na slovensko narečje, ki so ga govorili v Barkovljah. Tako je izdal dve knjigi, prvo poezij v barkovljanskem narečju, drugo pa v prozi (v leposlovju), da ne bi izginilo v pozabo, kako so Slovenci živeli in se preživljali na tem koščku Slovenske zemlje, čisto ob morju. Pisal je tudi mnogo člankov s svojimi spomini, a tudi s kritičnim pogledom na aktualna dogajanja, še posebno za mesečnik Mladika in tednik Novi glas, občasno tudi za Primorski dnevnik.
Na besedilo poezij, ki jih je napisal Aleksander Furlan, so skladbe ustvarili znani skladatelji (Ubald Vrabec, Adi Daneu, Dina Slama).
Leta 2025 so mu ob peti obletnici smrti postavili spominsko tablo hvaležni Barkovljani na pročelje rojstne hiše.

## Knjige
- An popodán (narečna poezija, ilustriral Edi Žerjal; spremna beseda Zora Tavčar) [10]
- Barkovlje: pri nas v Barkovljah je bilo tako (zbornik) [11]
- Bilo je nekoč (spomini v leposlovju) [12]